# Chosen (Film)
Chosen ist ein Teil der Kurzfilmreihe The Hire, der im Auftrag BMWs als Werbefilm entstand. Regie führte Ang Lee.

## Handlung
Der Driver muss einen kleinen Mönch in einem BMW 540i sicher an einen Zielort bringen. Diverse Verfolger versuchen in ihren Fahrzeugen, den Driver in einer tanzähnlich choreographierten Verfolgungsjagd daran zu hindern. Am Zielort angekommen, bemerkt der Driver, dass der anwesende Mönch nicht wohlwollend ist und schaltet diesen aus.
Verwendete Fahrzeuge: 
BMW 540i (2001)
Jeep Grand Cherokee (1993)
Dodge Neon (1995)
Mercedes-Benz 500SEL (1980)

## Sonstiges
Der kleine Mönch gibt dem Driver vor Beginn der Fahrt ein Geschenk. Nach Beendigung der Verfolgungsjagd und einem Streifschuss am Ohr, entdeckt der Driver ein „Hulk“-Pflaster in der Geschenk-Box.
Ang Lee, der Regisseur dieses Kurzfilms, bekam zwei Jahre später die Gelegenheit, Hulk zu verfilmen.
Mason Lee, der den kleinen Mönch spielt, ist der Jüngere von Ang Lees zwei Söhnen.

## Auszeichnungen
Ang Lee wurde 2001 bei den DVD Exclusive Awards für den Video Premiere Award nominiert.